# 잼미님
잼미님(본명: 조장미, 1995년 1월 7일~2022년 1월 23일)은 대한민국의 전 유튜버이자 전 트위치 스트리머이다. CH.DIA에 소속되어 있었다. 

## 생애
잼미님은 2019년 3월 22일 트위치를 시작했다. 게임과 소통을 주제로 하는 개인 방송인으로 트위치에서 활동했다. 인기가 급상승해 남성지 맥심 표지모델로 발탁이 되었다. 여러 유명 BJ와도 합동방송을 했다. 다만 활동 기간 동안 남성혐오 논란에 휩싸이며 많은 악성 댓글에 시달렸다. 여러 차례 해명과 사과 방송을 했으나 그를 둘러싼 일부 온라인 커뮤니티의 집중포화는 계속되었고, 설상가상으로 모친이 갱년기 우울증과 잼미님에 대한 악성 루머에 충격을 받아 극단적 선택을 했다. 그 이후 우울증, 공황장애 등 건강상의 이유로 방송을 중단했다 복귀하기를 반복하다가 2022년 1월 말경 자살했다.

## 논란

### 나락즈 성희롱 발언 피해 관련
잼미님은 2019년 6월 18일 나락즈 멤버 감스트, 외질혜, 남순의 합동 방송에서 언급돼 피해를 받았다. 당시 방송에서 남순은 ‘당연하지’ 게임에서 잼미님과 관련한 성희롱성 발언으로 물의를 빚었다. 이후 잼미님은 자신의 방송에서 정신적 충격이 크다며 언급을 자제해달라고 당부하였다.

### 꼬카인 논란
잼미님이 2019년 7월 8일 생방송 도중 '꼬카인'이라고 불리는 남성 비하 행동을 했고, 7월 11일 자신의 유튜브 채널에서 "얼마 전 방송 중 했던 행동을 불편하게 느끼신 분들이 있다"며 "인터넷에서 흔히 볼 수 있는 짤방을 본떠서 표현한 것뿐이지 불편함을 느끼게 할 의도는 추호도 없었다"고 사과했다.

## 같이 보기
- 김인혁
- 설리
- 사이버 폭력